# 牡丹江市
牡丹江市（ぼたんこう-し）は、中華人民共和国黒竜江省南東部に位置する地級市。市名は同名の河川名、牡丹江に由来する。市区人口は66万人。
黒竜江省の東部の重要な商工業都市・交通の要所で、ハルビン・チチハルに次ぐ黒竜江省第3位の人口の都市。その広大な市域は牡丹江沿いの水田などのほかは8割近くが山岳部であり、原生林による林業、高麗人参やキクラゲの採取、石炭や大理石・石灰石などの鉱業なども行われている。
主な経済収入は観光業と軽工業から来ている。工業は機械・石油化学など重工業のほか、紡績・電子製品・雑貨などの生産も行われているが、沿岸部の新興工業地帯に比べると国営工場が多く相対的に老朽化しており、外資もあまり進出していない。その中でも、韓国系の大宇造紙グループは省内でも有数の規模の外資系企業である。郊外では蓮花発電所で大型の水力発電が行われているほか、穆棱市には中国有数の風力発電基地がある。
市内は鉄道駅を中心に碁盤目状の都市計画が行われており、近年はロシアや日本海を通じた国際交易をにらんで貿易センターや高層オフィスビル建設が行われている。市域内の綏芬河市はロシア国境の交易都市として急速に拡大している。牡丹江市が黒龍江省の対外貿易総額に占める割合は75%を超え、対ロシア貿易では中国でも最大の地位にある。
市内には牡丹江大学（総合大学）のほか、医科大学、師範大学など複数の大学がある。

## 地理

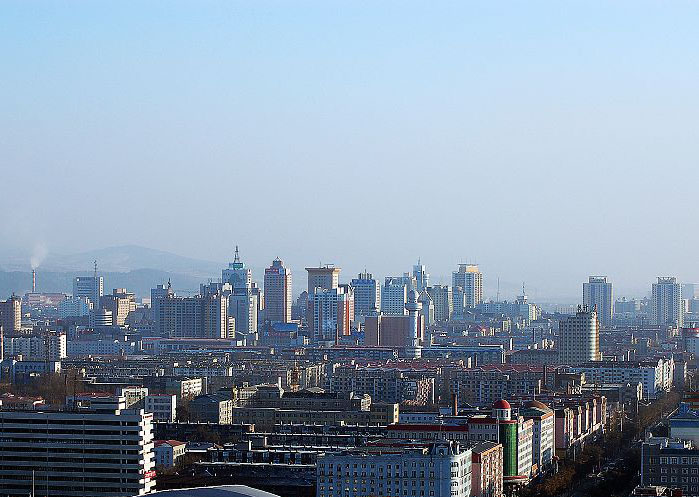
北山から見た牡丹江市街

東はロシア連邦沿海地方と接し、南は吉林省延辺朝鮮族自治州と接する。北部は黒竜江省鶏西市、西部は同省都ハルビン市と接する。
市域を北流してアムール川に注ぐ牡丹江は航行が可能であり、国際河川港がある。市域東部は日本海に注ぐ綏芬河が流れる。市区の南方には鏡泊湖がある。またハルビン～ウラジオストクを東西に結ぶ鉄道（浜洲線・浜綏線）と、延辺朝鮮族自治州の図們市からジャムス市まで南北に結ぶ図佳線の交点で、近年はハルビン～綏芬河の高速道路も通っている。

### 気候
亜寒帯冬季少雨気候であり、冬は非常に寒く、最低気温がマイナス30度に達することも少なくない。年平均気温は3.9度。
| 牡丹江 (1951-2007)の気候    | 牡丹江 (1951-2007)の気候 | 牡丹江 (1951-2007)の気候 | 牡丹江 (1951-2007)の気候 | 牡丹江 (1951-2007)の気候 | 牡丹江 (1951-2007)の気候 | 牡丹江 (1951-2007)の気候 | 牡丹江 (1951-2007)の気候 | 牡丹江 (1951-2007)の気候 | 牡丹江 (1951-2007)の気候 | 牡丹江 (1951-2007)の気候 | 牡丹江 (1951-2007)の気候 | 牡丹江 (1951-2007)の気候 | 牡丹江 (1951-2007)の気候 |
| 月                          | 1月                      | 2月                      | 3月                      | 4月                      | 5月                      | 6月                      | 7月                      | 8月                      | 9月                      | 10月                     | 11月                     | 12月                     | 年                       |
| --------------------------- | ------------------------ | ------------------------ | ------------------------ | ------------------------ | ------------------------ | ------------------------ | ------------------------ | ------------------------ | ------------------------ | ------------------------ | ------------------------ | ------------------------ | ------------------------ |
| 平均最高気温 °C （°F）      | −10.8 (12.6)             | −5.8 (21.6)              | 2.8 (37)                 | 13.5 (56.3)              | 20.9 (69.6)              | 25.2 (77.4)              | 27.7 (81.9)              | 26.6 (79.9)              | 21.2 (70.2)              | 12.9 (55.2)              | 1.2 (34.2)               | −8.2 (17.2)              | 10.6 (51.09)             |
| 平均最低気温 °C （°F）      | −23.2 (−9.8)             | −19.4 (−2.9)             | −9.8 (14.4)              | 0.1 (32.2)               | 7.2 (45)                 | 13.4 (56.1)              | 17.4 (63.3)              | 16.4 (61.5)              | 8.5 (47.3)               | -0.0 (32)                | −10.0 (14)               | −19.4 (−2.9)             | −1.57 (29.18)            |
| 降水量 mm （inch）          | 5.2 (0.205)              | 5.6 (0.22)               | 11.4 (0.449)             | 25.7 (1.012)             | 53.0 (2.087)             | 83.8 (3.299)             | 122.6 (4.827)            | 123.7 (4.87)             | 61.3 (2.413)             | 33.2 (1.307)             | 13.6 (0.535)             | 7.4 (0.291)              | 546.5 (21.515)           |
| 出典：中国気象台 2010-03-19 |                          |                          |                          |                          |                          |                          |                          |                          |                          |                          |                          |                          |                          |

## 歴史
古代の渤海の領域で、寧安市渤海鎮には渤海の首都上京龍泉府の遺跡が残り、市域全体で多くの渤海墓が発掘されている。また寧安市の旧市街（旧称・寧古塔）には清代初めに寧古塔将軍が置かれ、清朝の満洲支配の拠点となっていた。
牡丹江は満洲語で「mudan ula、穆丹烏拉（ムーダンウラー、ムーダンは曲がりくねる、ウラーは川）」とよばれ、「牡丹江（ムーダンチャン）」と当て字された。
牡丹江の都市としての歴史は短く、ここ70年ほどに過ぎない。一帯は牡丹江沿いの湿地帯・原生林地帯で人家のない荒地だった。ロシアが東清鉄道を敷設した際に（旧）牡丹江駅が設置され、清の崩壊とともに多くの中国人や朝鮮人が入植し農業などを始めた。

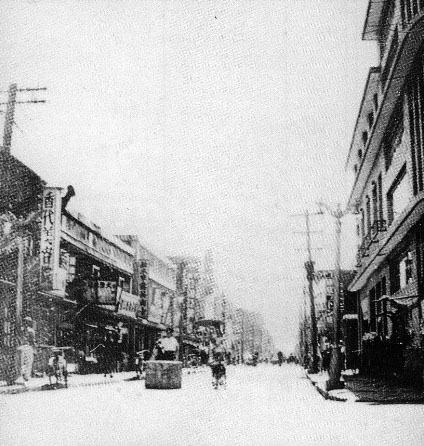
1942年の牡丹江銀座通り（現在の解放路）

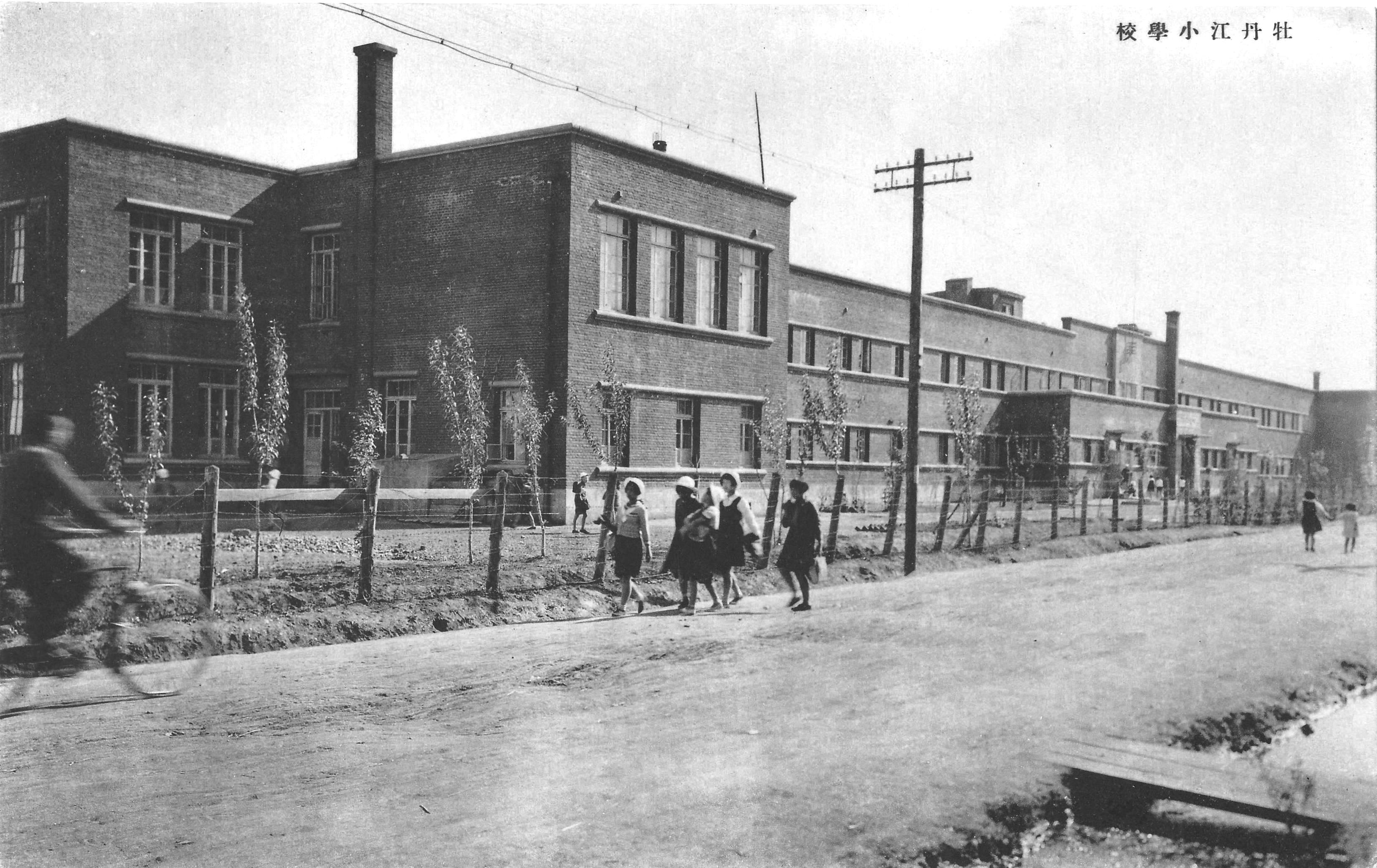
満州国時代の円明小学校

満洲事変の後、満洲国が誕生すると、満洲東部の鉱業資源・林業資源開発のため、さらに沿海州のソ連赤軍（ソ連軍）に対する将来の軍事作戦のため多数の鉄道が敷設された。その中でも重要な路線である、朝鮮に接する図們からロシアに近い拠点都市ジャムスへ向かう南北の計画路線（図寧線）と、既存の東清鉄道改め北満鉄道との交点に新駅を作り、林業・鉱工業・軍事の拠点を設ける事が企図され、寧古塔（現在の寧安市）の北方に新駅・寧北駅が作られた。これが現在の牡丹江駅である。
1934年に図寧線が全通すると寧北駅付近には数千人の日本人・朝鮮人らが入植し、さらに駅周辺に碁盤目状の都市計画が行われ、1937年12月に牡丹江省が分離、寧北駅付近の市街はその省都・牡丹江市となった。牡丹江市には東部満州の拠点として関東軍が基地をおき、日本国内のさまざまな会社が木材加工・化学工業・食品などの工場を進出させたため一大工業都市として人口は急増した。また牡丹江の沿岸も日本人開拓団が多く入植した。一方、山岳部は中国人や朝鮮人による抗日部隊の拠点が置かれ、周保中らの第2路軍が活動していた。
1945年8月のソ連参戦により沿海州からソ連軍の大軍が攻め寄せ牡丹江省は最前線となった。関東軍部隊は各地で壊滅、牡丹江省内にあった開拓地の日本人農民はあるいは行き倒れ、あるいはソ連軍や中国人住民らに襲撃・虐殺され（牡丹江事件）、多くの死者を出しながら朝鮮北部方面へ引き揚げ、大量の中国残留日本人孤児が発生した。
牡丹江はソ連軍、そして中国共産党軍が占拠した。新中国成立後は牡丹江省はいくつかの再編を経て黒竜江省の一部となり、牡丹江市は中国でも有数の工業都市として多くの工場と移住者を集めることになった。
現在、中国東北部は沿岸部と比較して経済の格差が拡大し、牡丹江市では老朽化した国営工場の閉鎖とともに多くの住民が沿岸部に流出している。中国政府はこれに対して近年、東北部の経済活性化をめざして東北振興プロジェクトをはじめている。

## 名所
- 鏡泊湖 - 牡丹江が火山噴火でせき止められた大きな天然湖。
- 地下森林 - 牡丹江をせき止めた火山が休火山になった後、その火口の小さな深いカルデラにできた原始林。
- 上京龍泉府 - 渤海の首都の一つであり、唐の長安をモデルにした都市。外城、内城、内裏からなり人口十万を超えるアジア有数の都市であったが、現在は宮殿の基礎と城壁を残すのみ。

## 行政区画

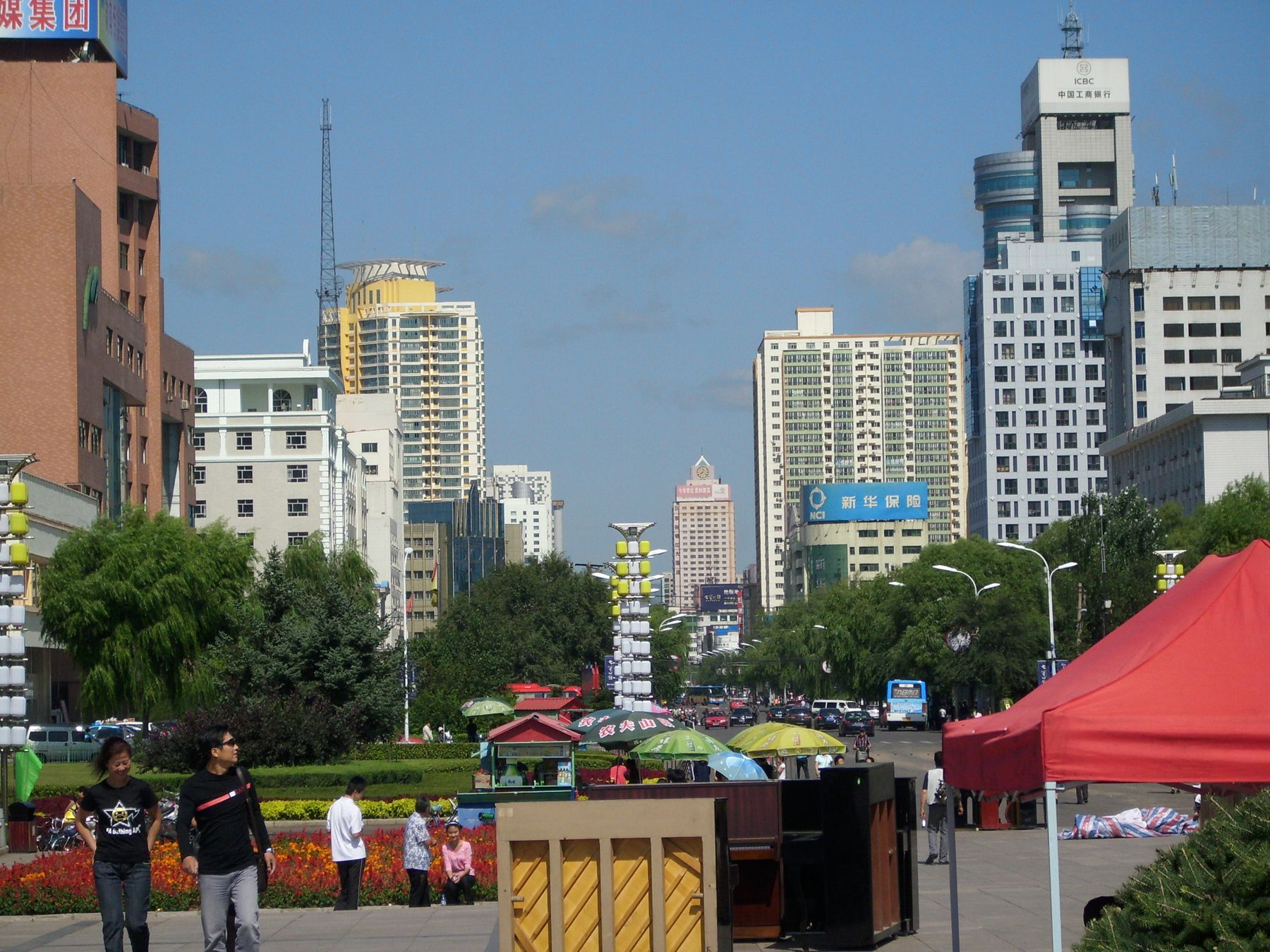
牡丹江市街地中心部

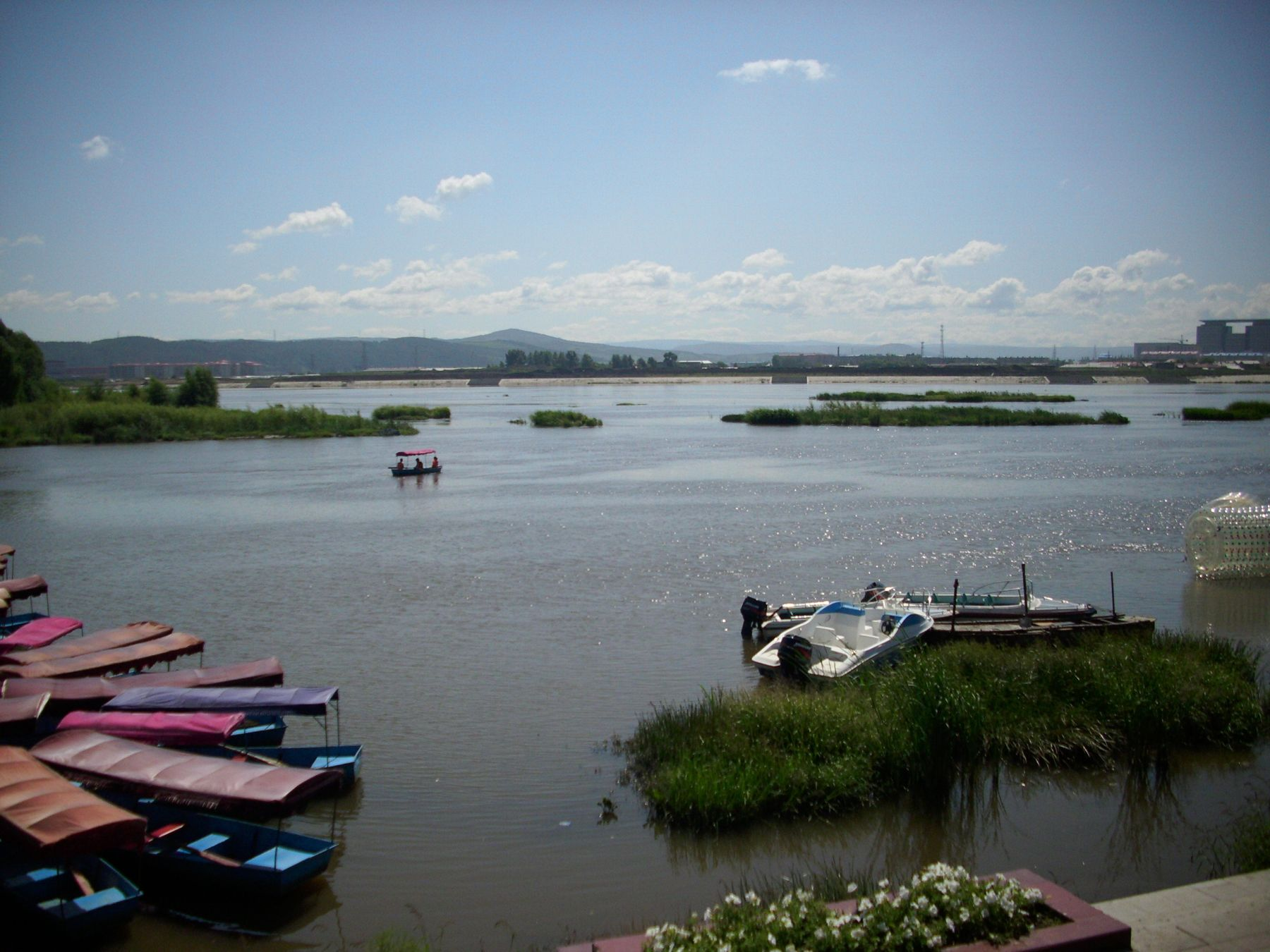
牡丹江市街を流れる牡丹江

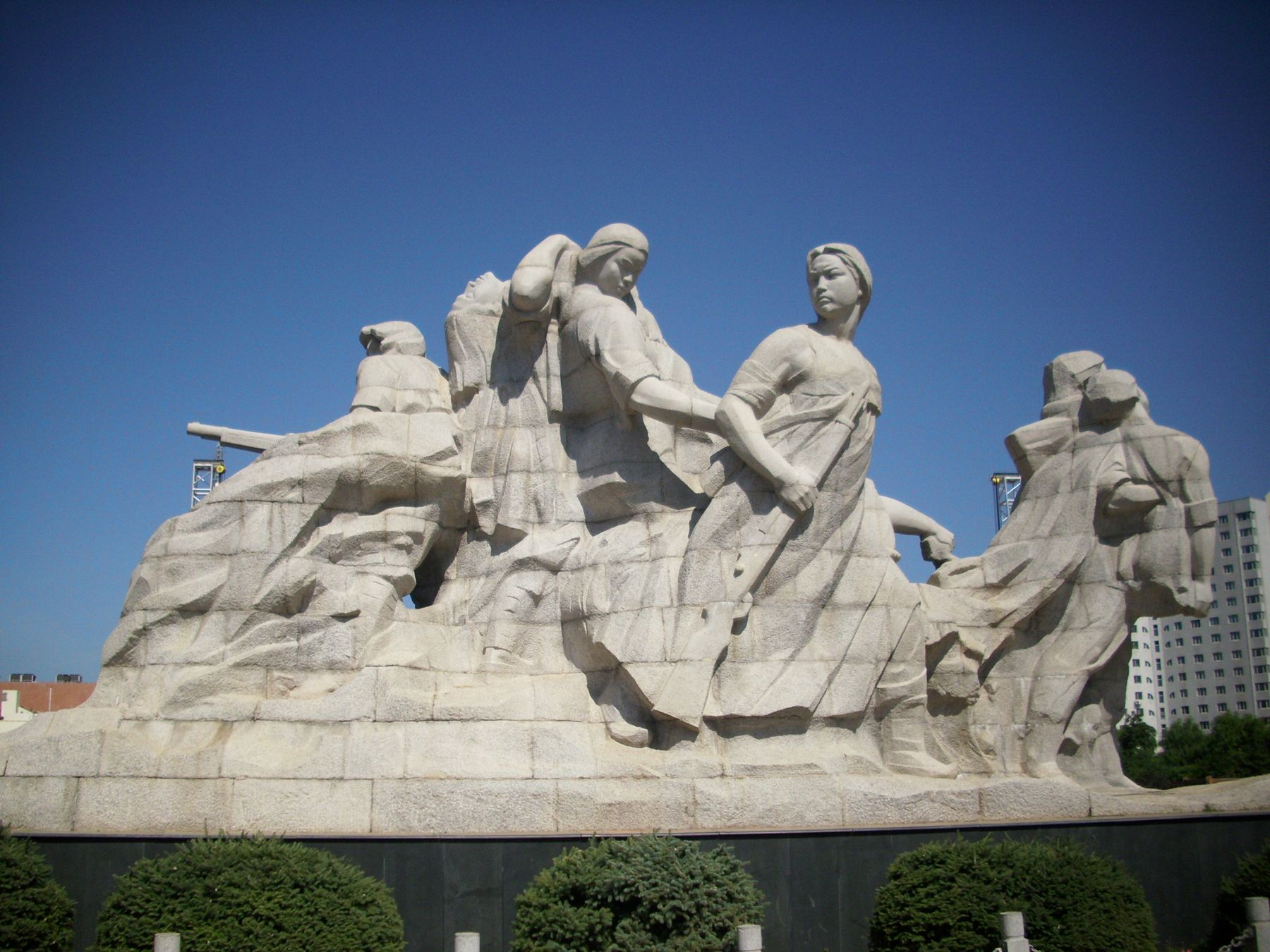
抗日ゲリラを記念する「八女投江」記念碑

4市轄区・5県級市・1県を管轄する。
- 市轄区：
  - 東安区・西安区・愛民区・陽明区
- 県級市：
  - 寧安市・海林市・穆棱市・東寧市・綏芬河市
- 県：
  - 林口県

| 牡丹江市の地図                                                                 |
| ------------------------------------------------------------------------------ |
| 東 安 区 西 安 区 陽明区 愛 民 区 林口県 綏芬 河市 海林市 寧安市 穆棱市 東寧市 |

### 年表
この節の出典

#### 松江省牡丹江市
- 1949年10月1日 - 中華人民共和国松江省牡丹江市が発足。(1市)
- 1954年6月19日 - 松江省の黒龍江省への編入により、黒龍江省牡丹江市となる。

#### 黒龍江省牡丹江市(第1次)
- 1956年3月6日 - 海林県の一部を編入。(1市)
- 1958年1月15日 - 愛民区・東安区・西安区・郊区を設置。(4区)
- 1958年6月27日 - 牡丹江市が牡丹江専区に編入。

#### 牡丹江地区(1956年-1979年)
- 1956年3月5日 - 方正県・鶏西県・寧安県・密山県・尚志県・東寧県・穆棱県・林口県・延寿県・虎林県を編入。牡丹江専区が成立。(10県)
- 1956年3月6日 - 海林県の一部が林口県・寧安県に分割編入。(10県)
- 1956年12月18日 (9県)
  - 鶏西県・穆棱県・林口県の各一部が合併し、地級市の鶏西市となる。
  - 鶏西県の残部が密山県・林口県、合江専区勃利県に分割編入。
- 1958年6月27日 - 牡丹江市・鶏西市を編入。牡丹江市・鶏西市が県級市に降格。(2市9県)
- 1960年1月7日 - 虎林県が合江専区饒河県と合併し、虎饒県が発足。(2市9県)
- 1960年4月1日 - 寧安県が牡丹江市に編入。(2市8県)
- 1960年8月27日 - 吉林省延辺朝鮮族自治州琿春県の一部が東寧県に編入。(2市8県)
- 1962年9月22日 - 牡丹江市の一部が分立し、寧安県が発足。(2市9県)
- 1962年10月20日 - 寧安県・林口県の各一部が合併し、海林県が発足。(2市10県)
- 1962年11月18日 - 虎饒県が合江専区に編入。(2市9県)
- 1963年1月20日 - 合江専区虎饒県の一部が密山県に編入。(2市9県)
- 1964年6月5日 (2市10県)
  - 密山県・鶏西市の各一部が合併し、鶏東県が発足。
  - 穆棱県の一部が鶏西市に編入。
- 1966年2月8日 (10県) 
  - 牡丹江市が地級市の牡丹江市に昇格。
  - 鶏西市が地級市の鶏西市に昇格。
- 1968年 - 牡丹江専区が牡丹江地区に改称。(10県)
- 1968年11月4日 - 牡丹江市を編入。牡丹江市が県級市に降格。(1市10県)
- 1970年4月1日 (1市8県)
  - 尚志県・方正県・延寿県が松花江地区に編入。
  - 合江地区虎林県を編入。
- 1975年8月15日 - 東寧県の一部が分立し、綏芬河市が発足。(2市8県)
- 1979年1月20日
  - 牡丹江市が地級市の牡丹江市に昇格。
  - 綏芬河市・海林県・林口県・寧安県・穆棱県・東寧県・虎林県・密山県・鶏東県が牡丹江市に編入。

#### 黒龍江省牡丹江市(第2次)
- 1966年2月8日 - 牡丹江専区牡丹江市が地級市の牡丹江市に昇格。愛民区・東安区・西安区・郊区が成立。(4区)
- 1968年11月4日 - 牡丹江市が牡丹江地区に編入。

#### 黒龍江省牡丹江市(第3次)
- 1979年1月20日 - 牡丹江地区牡丹江市が地級市の牡丹江市に昇格。愛民区・東風区・先鋒区・郊区が成立。(4区1市8県)
  - 牡丹江地区綏芬河市・海林県・林口県・寧安県・穆棱県・東寧県・虎林県・密山県・鶏東県を編入。
- 1979年11月6日 - 牡丹江市が牡丹江地区に降格。

#### 牡丹江地区(1979年-1983年)
- 1979年11月6日 - 牡丹江市が牡丹江地区に降格。(2市8県)
  - 愛民区・東風区・先鋒区・郊区が合併し、県級市の牡丹江市が発足。
- 1983年10月3日
  - 牡丹江市が地級市の牡丹江市に昇格。
  - 綏芬河市が省直轄県級行政区となる。
  - 海林県・林口県・寧安県・穆棱県・東寧県・虎林県・密山県が牡丹江市に編入。
  - 鶏東県が鶏西市に編入。

#### 黒龍江省牡丹江市(第4次)
- 1983年10月3日 - 牡丹江地区牡丹江市が地級市の牡丹江市に昇格。愛民区・陽明区・東安区・西安区・郊区が成立。(5区7県)
  - 牡丹江地区海林県・林口県・寧安県・穆棱県・東寧県・虎林県・密山県を編入。
- 1983年10月8日 - 綏芬河市を編入。(5区1市7県)
- 1986年7月1日 - 寧安県の一部が分立し、鏡泊湖市が発足。(5区2市7県)
- 1987年11月27日 - 鏡泊湖市が寧安県に編入。(5区1市7県)
- 1988年11月17日 - 密山県が市制施行し、密山市となる。(5区2市6県)
- 1992年7月28日 - 海林県が市制施行し、海林市となる。(5区3市5県)
- 1992年8月21日 - 密山市が鶏西市に編入。(5区2市5県)
- 1993年2月12日 - 寧安県が市制施行し、寧安市となる。(5区3市4県)
- 1993年6月14日 - 虎林県が鶏西市に編入。(5区3市3県)
- 1995年3月7日 - 穆棱県が市制施行し、穆棱市となる。(5区4市2県)
- 1997年9月30日 - 郊区が東安区・西安区・陽明区・愛民区に分割編入。(4区4市2県)
- 2007年7月11日 - 穆棱市の一部が陽明区に編入。(4区4市2県)
- 2007年12月19日 - 林口県の一部が陽明区に編入。(4区4市2県)
- 2009年 - 海林市の一部が西安区に編入。(4区4市2県)
- 2010年9月2日 - 寧安市の一部が西安区に編入。(4区4市2県)
- 2015年12月15日 - 東寧県が市制施行し、東寧市となる。(4区5市1県)

## 教育

### 大学
- 牡丹江師範学院（中国語版）
- 牡丹江医学院（中国語版）
- 牡丹江大学（中国語版）
- 黒竜江林業職業技術学院（中国語版）
- 黒竜江商業職業学院（中国語版）
- 黒龍江幼児師範高等専科学校（中国語版）

## 交通

### 航空
- 牡丹江海浪空港

### 鉄道

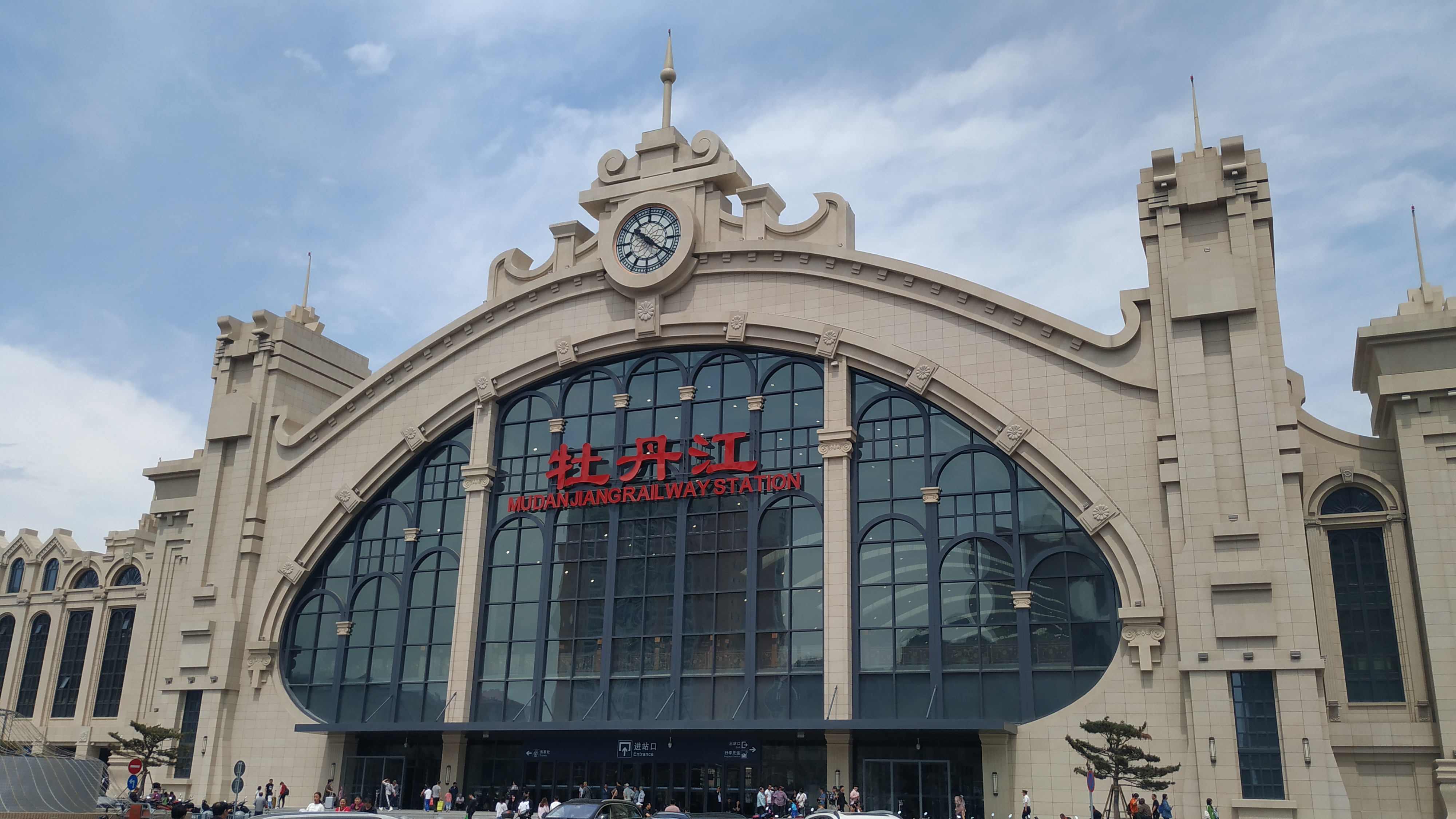
牡丹江駅

- 中国国家鉄路集団
  - 中国鉄路ハルビン局集団公司
    - 哈牡旅客専用線
    - 牡佳旅客専用線（中国語版）
    - 浜綏線
    - 図佳線
    - 城鶏線
    - 林密線
    - 火竜溝線（中国語版）

### 道路
- 高速道路
  - 綏満高速道路
  - 鶴大高速道路
- 国道
  -  G201国道
  -  G301国道

### 出入国検査場
- 綏芬河口岸
- 東寧口岸

## 健康・医療・衛生
- 牡丹江市第二人民医院、牡丹江市第三人民医院、牡丹江市康安医院、牡丹江市北方医院、牡丹江医学院附属紅旗医院、牡丹江医学院附属第二医院[3]
- 牡丹江市愛民区衛生防疫站、牡丹江市陽明区衛生防疫站、寧安市人民医院、寧安市第二人民医院、寧安市衛生防疫站、海林市人民医院
- 海林市紅十字医院、穆棱市第一人民医院、穆棱市中医院、東寧市人民医院、東寧市第二人民医院、綏芬河市人民医院、林口県人民医院

## 姉妹都市
- 大津市（日本滋賀県）
- ユヴァスキュラ（フィンランド）